# Sumita Raishirō

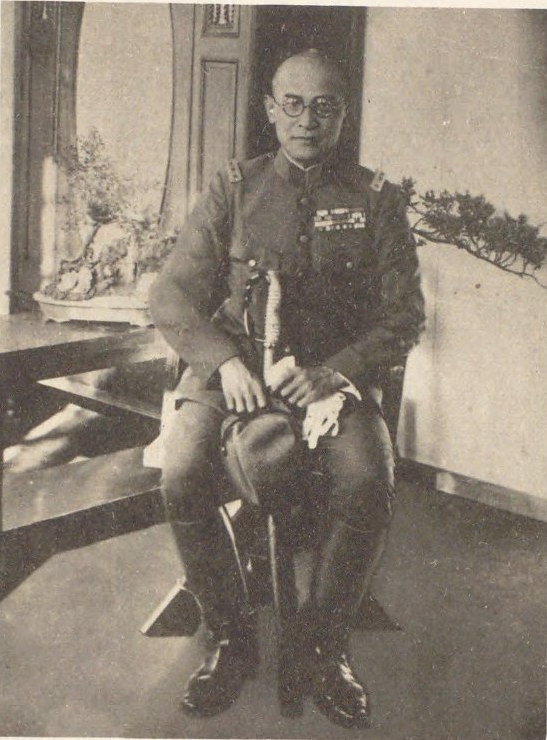
Generalleutnant Sumita Raishirō

Sumita Raishirō (japanisch: 澄田らい四郎; * 2. Oktober 1890 in Nagoya, Präfektur Aichi; † 2. November 1979) war ein japanischer Offizier und zuletzt Generalleutnant der Kaiserlichen Armee, der während des Zweiten Weltkrieges im Zweiten Japanisch-Chinesischen Krieg von 1944 bis 1945 Oberbefehlshaber der in der Republik China eingesetzten 1. Armee war.

## Leben
Sumita Raishirō absolvierte eine Offiziersausbildung an der Heeresoffizierschule (Rikugun Shikan Gakkō), die er 1912 abschloss. Daraufhin trat er in die Kaiserliche Armee (Dai-Nippon Teikoku Rikugun) ein und fand in der Folgezeit zahlreiche Verwendungen als Offizier. Er war von 1925 bis 1928 Absolvent der französischen École de guerre und kehrte nach verschiedenen weiteren Verwendungen als Offizier und Stabsoffizier vom 22. Juni 1933 bis zum 25. September 1935 als Militärattaché an die Botschaft nach Frankreich zurück. Nachdem er zwischen dem 25. September 1935 und dem 28. März 1936 Instrukteur an der Heeresoffizierschule war, wechselte er in den Generalstab (sambō hombu) und war dort zuerst vom 28. März bis Juni 1936 Leiter des Referats 8 Ausbildung der 4. Sektion sowie im Anschluss zwischen Juni 1936 und dem 2. August 1938 Leiter des Referats Ausbildung der Sektion Allgemeine Angelegenheiten.
Im Anschluss übernahm Sumita vom 2. August bis zum 1. September 1937 kurzzeitig den Posten als Kommandeur des 3. Feldartillerieregiments und war daraufhin zwischen dem 1. September und dem 1. November 1937 zum Stab der Artillerie-Inspektion abgeordnet, ehe er vom 1. November 1937 bis zum 15. Juli 1938 Kommandeur der 15. Eigenständigen Feldartilleriebrigade war. Im Anschluss fungierte er zwischen dem 15. Juli 1938 und dem 2. Oktober 1939 als Kommandeur der 6. Schweren Feldartilleriebrigade sowie daraufhin vom 2. Oktober 1939 bis zum 28. September 1940 als Kommandant der Schule für schwere Artillerie. Während des Zweiten Weltkrieges wurde er nach der japanischen Invasion Französisch-Indochinas (22. bis 26. September 1940) am 28. September 1940 Nachfolger von Generalmajor Nishihara Issaku Leiter der japanischen Delegation in Indochina, da von ihm erwartet wurde, dass er mehr Einfluss auf die Vichy-Franzosen nehmen könnte. Er verblieb auf diesem Posten bis zum 3. September 1941 und war daraufhin als Generalleutnant (chūjō) zwischen dem 3. September 1941 und dem 22. November 1944 Kommandeur der 39. Division (Dai-sanjūku Shidan) der sogenannten „Wisterie-Division“ (Fuji-heidan).
Während des Zweiten Weltkrieges wurde Generalleutnant Sumita Raishirō im Zweiten Japanisch-Chinesischen Krieg zuletzt am 22. November 1944 Nachfolger von Generalleutnant Yoshimoto Teiichi als Oberbefehlshaber der in der Republik China eingesetzten 1. Armee (Dai-ichi-gun) und behielt dieses Kommando bis zur Kapitulation Japans am 2. September 1945.

## Weblink
- Sumita, Raishirō. In: The Generals of WWII (generals.dk). Abgerufen am 20. Juli 2023 (englisch).

| Personendaten    | Personendaten                                                          |
| ---------------- | ---------------------------------------------------------------------- |
| NAME             | Sumita Raishirō                                                        |
| ALTERNATIVNAMEN  | 澄田らい四郎 (japanisch)                                               |
| KURZBESCHREIBUNG | japanischer Offizier, Generalleutnant der Kaiserlich-Japanischen Armee |
| GEBURTSDATUM     | 2. Oktober 1890                                                        |
| GEBURTSORT       | Nagoya, Präfektur Aichi                                                |
| STERBEDATUM      | 2. November 1979                                                       |